# Ge 4/4 III
Ge 4/4 III — швейцарский узкоколейный электровоз переменного тока, эксплуатирующийся на Ретийской железной дороге (RhB). Дальнейшее развитие электровоза Ge 4/4 II.
По швейцарской системе обозначений название электровоза имеет следующую расшифровку: узкоколейный (G) электровоз (e) с 4 осями, 4 из которых (то есть все) являются движущими, III серия.

## История
Необходимость создания нового электровоза появилась в 1987 году, когда имеющийся у дороги парк электровозов уже не мог справиться со всё возрастающим объёмом перевозок, особенно через тоннель Верейна. Наиболее оптимальным было бы применение 6-осного электровоза, который за счёт большего сцепного веса позволял водить поезда большей массы. Однако из-за большого количества кривых, дорога решила остановиться на 4-осном варианте с более мощными тяговыми электродвигателями. Успехи в разработке полупроводниковых приборов, привели к решению применить на новом электровозе запираемые тиристоры (GTO).

## Перечень электровозов
Каждый из двенадцати электровозов имеет своё собственное имя, также на их кузовах нанесены различные рекламы. Ниже в таблице приведены данные об электровозах на конец 2008 года.
| Электровозы Ge 4/4 III на Ретийской железной дороге |                                  |      |                     |                               |
| Номер                                               | Название                         | Герб | Пуск в эксплуатацию | Реклама на кузове             |
| 641                                                 | Maienfeld                        |      | 07.12.1993          | Coop                          |
| 642                                                 | Breil/Brigels                    |      | 24.01.1994          | RhB                           |
| 643                                                 | Vals                             |      | 22.02.1994          | Ems-Chemie                    |
| 644                                                 | Savognin                         |      | 14.04.1994          | Radio e Televisiun Rumantscha |
| 645                                                 | Tujetsch                         |      | 31.05.1994          | Radio e Televisiun Rumantscha |
| 646                                                 | Santa Maria Val Müstair          |      | 27.06.1994          | BÜGA                          |
| 647                                                 | Grüsch                           |      | 20.09.1994          | Graubündner Kantonalbank      |
| 648                                                 | Susch                            |      | 05.11.1994          | Lanxess                       |
| 649                                                 | Lavin                            |      | 08.12.1994          | Holcim                        |
| 650                                                 | Seewis im Prättigau              |      | 07.09.1999          | Мировое наследие ЮНЕСКО       |
| 651                                                 | Fideris                          |      | 28.09.1999          | Glacier Express               |
| 652                                                 | Vaz/Obervaz Lenzerheide-Valbella |      | 05.11.1999          | ХК Давос                      |
|                                                     |                                  |      |                     |                               |